# ژانگ شیانگوا
ژانگ شیانگوا (انگلیسی: Zhang Xianghua؛ زادهٔ ۱۰ مهٔ ۱۹۶۸) قایقران روئینگ اهل چین است.